# Stuart Conquest
Stuart Conquest (1 de março de 1967, Ilford, Inglaterra) é um Grande Mestre Internacional de xadrez e ex-campeão mundial júnior na categoria sub-16, tendo participado com frequencia da equipe inglesa nas Olimpíadas de xadrez e campeonatos europeus.